# Indústria de defesa

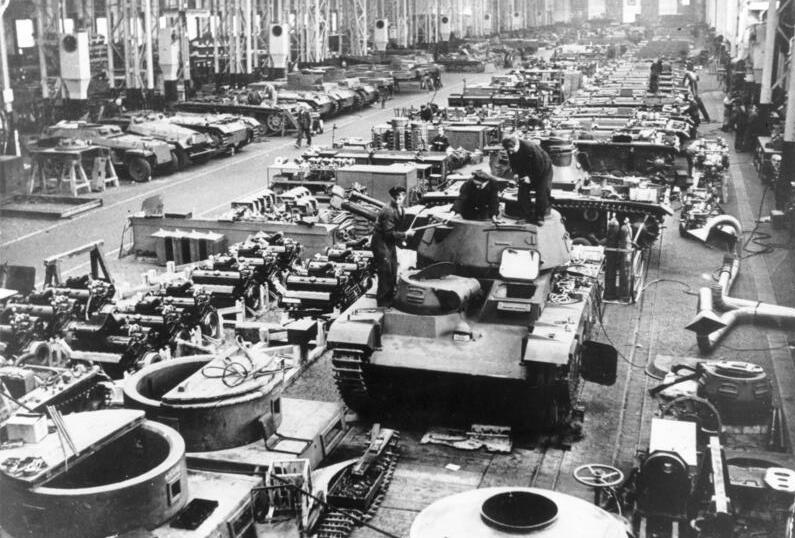
Uma fábrica de tanques na Alemanha em 1940.

A Indústria de defesa, compreende indústrias governamentais e privadas envolvidas com pesquisa, desenvolvimento, produção e serviços na área militar.
Ela inclui:
- Contratantes de defesa: empresas ou indivíduos que fornecem produtos e serviços para departamentos de defesa de governos
- Indústria bélica: empresas que produzem armas, munição, mísseis, aviões militares, seus itens de consumo e sistemas associados